# Ludwik Michał Kiersnowski
Ludwik Michał Kiersnowski herbu Pobóg – łowczy starodubowski w latach 1699-1728.
Był elektorem Augusta II Mocnego z powiatu starodubowskiego w 1697 roku.